# Kardiologia inwazyjna

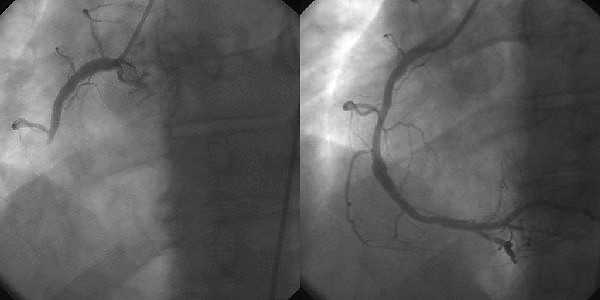
Angiografia i angioplastyka naczyń wieńcowych w ostrym zawale mięśnia sercowego (po lewej: prawe tętnice wieńcowe zamknięte; po prawej już rozszerzone)

Kardiologia inwazyjna – dziedzina będąca podspecjalością kardiologii zajmująca się inwazyjną diagnostyką i leczeniem, opartym na stosowaniu cewnika naczyniowego. Głównymi procedurami stosowanymi w tej dziedzinie medycznej są 2 techniki a mianowicie: cewnikowanie serca oraz angiokardiografia, a w zasadzie jedna z jej odmian zwana koronarografią, czyli obrazowaniem naczyń za pomocą środka kontrastującego. Wykonywana jest także koronaroplastyka (zabieg polegający na udrożnieniu i powiększeniu światła naczynia krwionośnego za pomocą stentu- sprężynki, która wprowadzona do naczynia w miejscu zaczopowania zostaje balonikowana w celu zwiększenia światła udrażnianego naczynia), która zgodnie z nomenklaturą medyczną powinna być nazywana angioplastyką tętnic wieńcowych.
Coraz częściej kardiologia inwazyjna zajmuje się innymi procedurami (takimi jak ultrasonografia wewnątrzwieńcowa) lub zabiegami w obrębie innych naczyń (tętnica szyjna, tętnica podobojczykowa, tętnica nerkowa) czy zastawek serca (zabiegi w obrębie zastawki mitralnej, zastawki aortalnej), interwencjami w przebiegu innych, niezastawkowych wad serca (ubytek przegrody międzykomorowej – VSD, międzyprzedsionkowej – ASD, zamykanie drożnego otworu owalnego (PFO) lub przetrwałego przewodu Bottala). Ta grupa zabiegów określana jest mianem zabiegów pozawieńcowych.
Podstawowym miejscem działania kardiologa inwazyjnego jest pracownia hemodynamiki. Aktualnie takich pracowni jest w Polsce 103 (stan na 15 grudnia 2008). W 2007 roku 59 pracowni posiadało akredytację PTK. Liczbę lekarzy pracujących w pracowniach kardiologii inwazyjnej szacuje się na około 600.
W 2006 wykonali oni około 135 tysięcy koronarografii, zakończonych w około 73 tysiącach zabiegiem terapeutycznym (angioplastyką wieńcową – PCI), około 3500 zabiegów pozawieńcowych, wszczepili 73 967 stentów, z tego 6603 pokrytych lekiem (DES). Wszystkie zabiegi inwazyjne spowodowały 1577 powikłań, z czego 1097 miało charakter miejscowy, a 315 zakończyło się zgonem (0,45%).
W zależności od kraju powyższe zabiegi mogą oprócz kardiologów inwazyjnych wykonywać także radiolodzy, chirurdzy naczyniowi i kardiochirurdzy.
Oficjalnym naukowym stowarzyszeniem kardiologów inwazyjnych w Polsce jest Sekcja Interwencji Sercowo-Naczyniowych Polskiego Towarzystwa Kardiologicznego.
Do czasopism naukowych specjalizujących się w publikowaniu prac z zakresu kardiologii inwazyjnej (interwencyjnej) należą m.in. „Circulation: Cardiovascular Interventions", „EuroIntervention oraz „JACC: Cardiovascular Interventions".